# Elecciones generales de Austria de 2002
Las elecciones generales de Austria del 2002 dieron la mayoría al Partido Popular, quitándosela al Partido Socialdemócrata. Esto no sucedía desde 1966.

## Gobierno
El gobierno que salió del parlamento entrante está compuesto por el Partido Popular (conservador) y el Partido de la Libertad de Austria (nacionalista de extrema derecha).

## Ideologías

### Conservadurismo
Es la gran ganadora, su máximo representante, el Partido Popular, gana más de 15 puntos y 25 escaños y se convierte en la primera fuerza política en el parlamento austríaco.

### Socialdemocracia
Es la "perdedora" de las elecciones, aunque la derrota es eclipsada por el descalabro del nacionalismo. El Partido Socialdemócrata, que pese a ganar votos y escaños, pasa de ser la primera fuerza con 6,3% puntos de ventaja, a ser la segunda, con 5,8% de diferencia.

### Nacionalismo
El Partido de la Libertad de Austria se desplomó: pasó del 27% de los votos (su mejor resultado) al 10% de los votos.

### Ecologismo
El partido que representa este movimiento, Los Verdes, ganan votos y escaños, aunque se mantienen como 4 fuerza en el parlamento. Este resultado es el mejor de la historia en Austria

## Resultados
| Partido | Partido                                  | %    | Cambio | Escaños | Cambio |
|         | Partido Popular de Austria (ÖVP)         | 42,3 | +15,4  | 79      | +27    |
|         | Partido Socialdemócrata de Austria (SPÖ) | 36,5 | +3,3   | 69      | +4     |
|         | Partido de la Libertad de Austria (FPÖ)  | 10,0 | -16,9  | 18      | -34    |
|         | Los Verdes (GRÜNE)                       | 9,5  | +2,1   | 17      | +3     |

- Datos: Q701229
- Multimedia: 2002 Austrian general election / Q701229